# Vuelta a Burgos
La Vuelta a Burgos es una competición ciclista por etapas de una duración inferior a una semana que se disputa en la provincia de Burgos (España), en mes de agosto. 
Se fundó en los años 1940, pero no fue hasta la década de 1980 en la que gracias al impulso del que fuera su director durante 17 años, Gregorio Moreno, se estandarizó, primero como competición abierta entre 1981 y 1986, y luego como carrera completamente profesional desde 1987. Después de unos años clasificada entre las mejores vueltas (con la máxima catalogación dentro de las carreras de una semana), a partir de la creación de los Circuitos Continentales UCI en 2005 fue introducida en el UCI Europe Tour, justo un punto inferior de las consideradas UCI ProTour, a pesar de mantener su calificación de 2.HC.
En lo que respecta al recorrido de la carrera, normalmente el ganador de la general se suele decidir en la etapa en la que tiene la subida final en las Lagunas de Neila (puerto de categoría especial). También se suele realizar una contrarreloj, así como una etapa de montaña intermedia. Entre los puntos finales de etapa se suelen encontrar las ciudades de Burgos, Medina de Pomar, Miranda de Ebro o Roa.
Actualmente está organizada por la Diputación Provincial de Burgos y el ciclista más galardonado es el vasco Marino Lejarreta, con cuatro títulos.
En 2015 se impulsó una carrera amateur femenina para diferentes categorías con el nombre de Challange Vuelta a Burgos Féminas y con la primera etapa en línea puntuable para la Copa de España de Ciclismo femenina (Trofeo Muniadona, creado en 2014) la cual se convirtió en la Vuelta a Burgos Féminas que pasó a formar parte del calendario internacional femenino de la UCI en el año 2019.

## Historia
La Vuelta a Burgos se fundó en el año 1946, aunque no tuvo continuidad ya que sólo se disputó dos años consecutivos. Ya en la década de los ochenta la prueba ciclista fijó sus cimientos y desde 1981 se realiza cada año. Hasta 1986 estaba considerada como un Open de Ciclismo (prueba abierta) sin embargo al año siguiente, en 1987, alcanzó el rango de Profesional Internacional. El gran dominador de esta época fue Marino Lejarreta, que consiguió imponerse durante tres años seguidos (1986, 1987 y 1988) y de nuevo en 1990. Este ciclista vizcaíno sigue siendo el más laureado.

Durante la década de los noventa y principios del nuevo siglo, la Vuelta a Burgos vivió sus años dorados con grandes estrellas del ciclismo entre sus participantes. Pedro Delgado, Alex Zülle, Abraham Olano (que ganó dos Vueltas consecutivas en 1998 y 1999) o Tony Rominger son algunos de los corredores que se adjudicaron la ronda burgalesa en esta década. Otros participantes como Miguel Induráin o Lance Armstrong no llegaron a ganar la prueba, pero su presencia fue sin duda un signo de la importancia de la carrera. En estos años la Vuelta a Burgos estaba considerada como una de las mejores vueltas con la máxima catalogación dentro de las carreras de una semana.

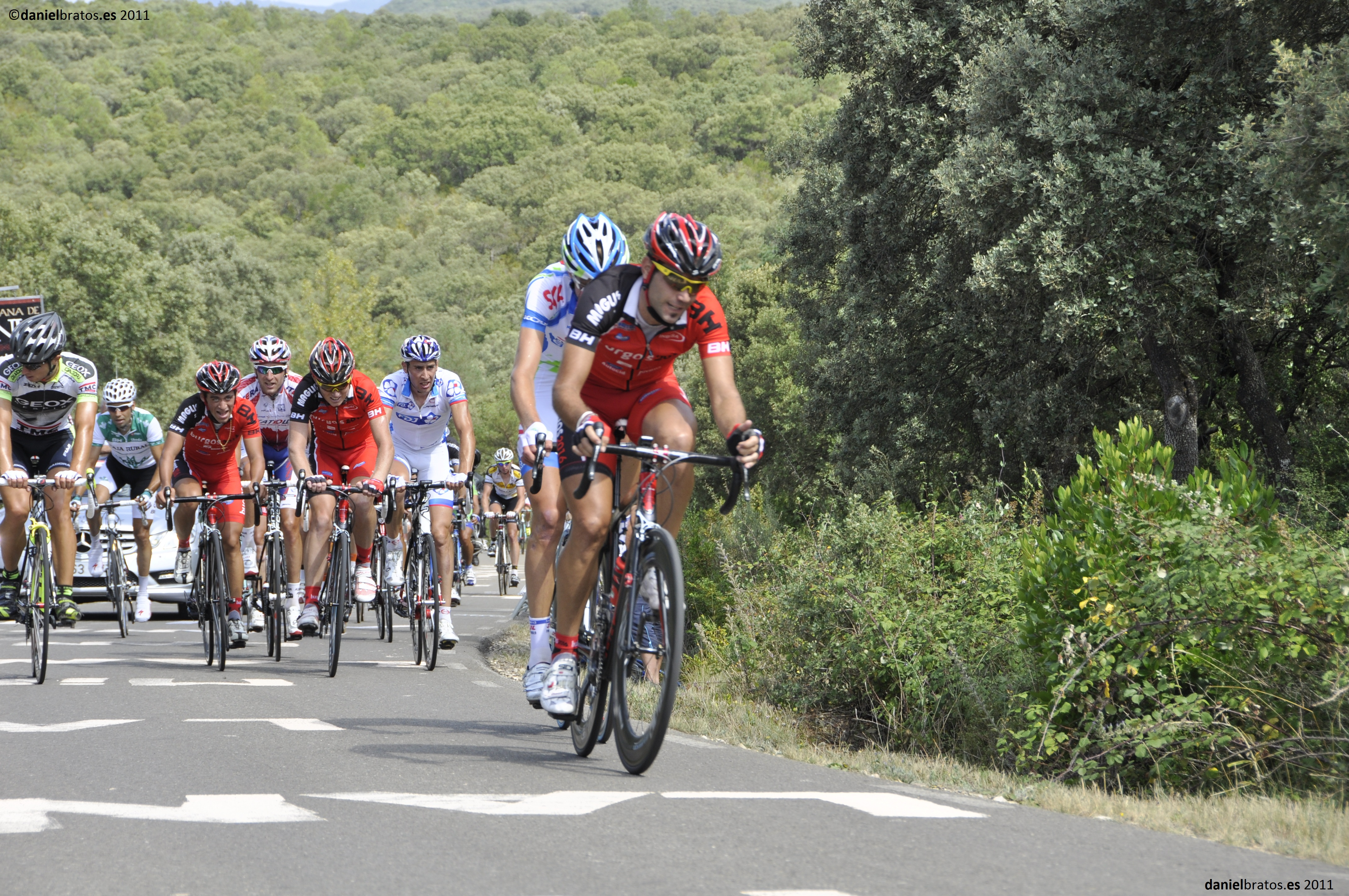
Ascenso del pelotón al alto de San Juan del Monte en Miranda de Ebro (2011).

Con la creación en 2005 de los Circuitos Continentales UCI, las vueltas ciclistas fueron diferenciadas según rangos. La Vuelta a Burgos quedó englobada en el UCI Europe Tour, un escalón por debajo de las UCI ProTour (máxima categoría); a pesar de, tras una reestructuración de las categorías, subir su calificación de 2.1 a 2.HC (la mayoría de antiguas .HC ascendieron al ProTour). Este descenso de categoría fue un duro golpe para la carrera, y muchos patrocinadores, televisiones y equipos renunciaron a su presencia. En 2009, la diputación provincial (la organizadora) no aseguró la realización de la ronda por falta de apoyos económicos, aunque finalmente salió adelante. Sin embargo, con el paso de los años, incluso ha logrado imponerse en categoría y prestigio a la Vuelta a Portugal que se disputa en similares fechas y a pesar de también ascender a la categoría 2.HC tuvo que descender a la 2.1 debido a problemas económicos.
En 2020 pasó a formar parte de las UCI ProSeries dentro de la categoría 2.Pro.

### Recorrido
El recorrido de la Vuelta a Burgos ha ido variando con los años. En 1999 se ascendió por vez primera al alto de San Juan del Monte, un puerto corto de tercera categoría cuyas últimas rampas superan el 9% de media y con máximas del 14%. Desde entonces casi cada año una etapa ha acabado en dicho puerto cercano a Miranda de Ebro. En 2008, la organización tomó la decisión de variar el tradicional final de la Vuelta a Burgos en la capital burgalesa. Desde aquella edición son las Lagunas de Neila, y su puerto de categoría especial con rampas del 15%, quien acoge la última etapa, excepto en 2014 que acabó con una contrarreloj en Aranda de Duero.
En 2011 se renovó de nuevo en el recorrido adjudicando todos los finales de etapa, excepto uno, en alto. A los ya tradicionales ascensos a San Juan del Monte y a las Lagunas de Neila, se unieron el ascenso al castillo de Burgos y a la ciudad romana de Clunia.

## Maillots de líder
Para facilitar el reconocimiento de los líderes de las diferentes clasificaciones, este suele portar un maillot con un color determinado, como sucede con los líderes de la general en la Vuelta a España (maillot rojo), en el Tour de Francia (maillot amarillo) y en el Giro de Italia (maglia rosa).
| Maillot morado            | El maillot morado es la prenda portada por el en ese momento líder de la Vuelta a Burgos. Esto permite que sea identificado en las etapas en las que lo porta como ganador. Acredita, por tanto, al líder de la clasificación general. El color elegido es el morado ya que es también el color de la bandera de la provincia de Burgos. |
| Maillot rojo              | El maillot rojo es el que acredita al líder de la clasificación de mejor escalador. |
| Maillot verde             | El maillot verde es el que acredita al líder de la clasificación de la regularidad. |
| Maillot azul              | El maillot azul es el que acredita al líder de la clasificación de metas volantes. |
| Clasificación por equipos | También se da el premio a la clasificación por equipos aunque como suele ser habitual en el resto de carreras no hay un maillot identificativo. |

## Palmarés

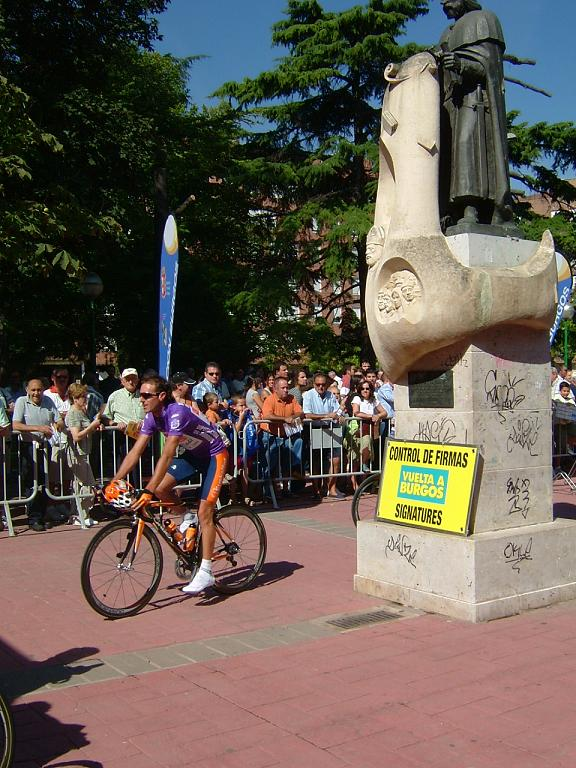
Iban Mayo, con el maillot morado, en el control de firmas de Miranda de Ebro (2006).

| Año                               | Ganador               | Segundo                      | Tercero                    |
| --------------------------------- | --------------------- | ---------------------------- | -------------------------- |
| 1946                              | Bernardo Capó         | Senén Mesa                   | Victorio Ruiz García       |
| 1947                              | Bernardo Ruiz         | Manuel Rodríguez Barros      | Bernardo Capó              |
| 1948-1980 ediciones no disputadas |                       |                              |                            |
| 1981                              | Faustino Rupérez      | Eulalio García               | Enrique Cima               |
| 1982                              | José Luis Laguía      | Ángel Ocaña                  | José Luis Navarro Martínez |
| 1983                              | Ángel de las Heras    | Felipe Yáñez                 | Eduardo Chozas             |
| 1984                              | Fede Etxabe           | Faustino Rupérez             | Celestino Prieto           |
| 1985                              | José Recio            | Reimund Dietzen              | Celestino Prieto           |
| 1986                              | Marino Lejarreta      | Iñaki Gastón                 | Anselmo Fuerte             |
| 1987                              | Marino Lejarreta      | Ángel Arroyo                 | Francisco Antequera        |
| 1988                              | Marino Lejarreta      | Enrique Aja                  | Laudelino Cubino           |
| 1989                              | Francisco Antequera   | Pedro Muñoz                  | Peio Ruiz Cabestany        |
| 1990                              | Marino Lejarreta      | Miguel Ángel Martínez Torres | Miguel Induráin            |
| 1991                              | Pedro Delgado         | Gianni Bugno                 | Martín Farfán              |
| 1992                              | Alex Zülle            | Raúl Alcalá                  | Fede Etxabe                |
| 1993                              | Laudelino Cubino      | Raúl Alcalá                  | Laurent Dufaux             |
| 1994                              | Armand de Las Cuevas  | Laudelino Cubino             | Jim Van De Laer            |
| 1995                              | Laurent Dufaux        | Stefano della Santa          | Gabriele Colombo           |
| 1996                              | Tony Rominger         | Miguel Induráin              | Íñigo Cuesta               |
| 1997                              | Laurent Jalabert      | Abraham Olano                | Fernando Escartín          |
| 1998                              | Abraham Olano         | Leonardo Piepoli             | Ángel Casero               |
| 1999                              | Abraham Olano         | Dario Frigo                  | Laurent Dufaux             |
| 2000                              | Leonardo Piepoli      | Óscar Sevilla                | Pascal Hervé               |
| 2001                              | Juan Miguel Mercado   | José Luis Rubiera            | Eladio Jiménez             |
| 2002                              | Paco Mancebo          | José Luis Rubiera            | Mikel Zarrabeitia          |
| 2003                              | Pablo Lastras         | Óscar Pereiro                | Carlos García Quesada      |
| 2004                              | Alejandro Valverde    | Denís Menshov                | Leonardo Piepoli           |
| 2005                              | Juan Carlos Domínguez | Joaquim Rodríguez            | Carlos Castaño Panadero    |
| 2006                              | Iban Mayo             | José Antonio Pecharromán     | Dani Moreno                |
| 2007                              | Mauricio Soler        | Alejandro Valverde           | Carlos Castaño Panadero    |
| 2008                              | Xabier Zandio         | Íñigo Landaluze              | Walter Pedraza             |
| 2009                              | Alejandro Valverde    | Xavi Tondo                   | Tom Danielson              |
| 2010                              | Samuel Sánchez        | Ezequiel Mosquera            | Vincenzo Nibali            |
| 2011                              | Joaquim Rodríguez     | Dani Moreno                  | Juanjo Cobo                |
| 2012                              | Dani Moreno           | Sergio Luis Henao            | Esteban Chaves             |
| 2013                              | Nairo Quintana        | David Arroyo                 | Vincenzo Nibali            |
| 2014                              | Nairo Quintana        | Dani Moreno                  | Janez Brajkovič            |
| 2015                              | Rein Taaramäe         | Michele Scarponi             | Dani Moreno                |
| 2016                              | Alberto Contador      | Ben Hermans                  | Sergio Pardilla            |
| 2017                              | Mikel Landa           | Enric Mas                    | David de la Cruz           |
| 2018                              | Iván Ramiro Sosa      | Miguel Ángel López           | David de la Cruz           |
| 2019                              | Iván Ramiro Sosa      | Óscar Rodríguez Garaicoechea | Richard Carapaz            |
| 2020                              | Remco Evenepoel       | Mikel Landa                  | João Almeida               |
| 2021                              | Mikel Landa           | Fabio Aru                    | Mark Padun                 |
| 2022                              | Pavel Sivakov         | João Almeida                 | Carlos Rodríguez           |
| 2023                              | Primož Roglič         | Aleksandr Vlásov             | Adam Yates                 |
| 2024                              | Sepp Kuss             | Max Poole                    | Finn Fisher-Black          |
| 2025                              | Isaac Del Toro        | Lorenzo Fortunato            | Léo Bisiaux                |

## Palmarés por países
- Actualizado hasta 2025

| País           | Victorias | 2.º lugar | 3.º lugar | Total | Último vencedor          |
| -------------- | --------- | --------- | --------- | ----- | ------------------------ |
| España         | 30        | 30        | 28        | 88    | Mikel Landa en 2021      |
| Colombia       | 5         | 2         | 3         | 10    | Iván Ramiro Sosa en 2019 |
| Suiza          | 3         | 0         | 2         | 5     | Tony Rominger en 1996    |
| Francia        | 3         | 0         | 2         | 5     | Pavel Sivakov en 2022    |
| Italia         | 1         | 7         | 4         | 12    | Leonardo Piepoli en 2000 |
| México         | 1         | 2         | 0         | 3     | Isaac del Toro en 2025   |
| Bélgica        | 1         | 1         | 1         | 3     | Remco Evenepoel en 2021  |
| Eslovenia      | 1         | 0         | 1         | 2     | Primož Roglič en 2023    |
| Estados Unidos | 1         | 0         | 1         | 2     | Sepp Kuss en 2024        |
| Estonia        | 1         | 0         | 0         | 1     | Rein Taaramäe en 2015    |
| Rusia          | 0         | 2         | 0         | 2     | -                        |
| Portugal       | 0         | 1         | 1         | 2     | -                        |
| Reino Unido    | 0         | 1         | 1         | 2     | -                        |
| Alemania       | 0         | 1         | 0         | 1     | -                        |
| Ecuador        | 0         | 0         | 1         | 1     | -                        |
| Ucrania        | 0         | 0         | 1         | 1     | -                        |
| Nueva Zelanda  | 0         | 0         | 1         | 1     | -                        |
| Total          | 47        | 47        | 47        | 141   |                          |

- Entre paréntesis el número de ciclistas diferentes que han estado en la posición indicada para cada país.

## Estadísticas

### Más victorias generales
- Actualizado hasta 2024

| Ciclista           | Victorias | Años                   |
| ------------------ | --------- | ---------------------- |
| Marino Lejarreta   | 4         | 1986, 1987, 1988, 1990 |
| Abraham Olano      | 2         | 1998, 1999             |
| Alejandro Valverde | 2         | 2004, 2009             |
| Nairo Quintana     | 2         | 2013, 2014             |
| Iván Ramiro Sosa   | 2         | 2018, 2019             |
| Mikel Landa        | 2         | 2017, 2021             |